# Alexandar Nikolow (Radsportler)
Alexandar Nikolow (bulgarisch: Александър Николов; * 12. August 1912; † unbekannt) war ein bulgarischer Radrennfahrer.

## Sportliche Laufbahn
Bei den Olympischen Sommerspielen 1936 schied er im olympischen Straßenrennen in Berlin beim Sieg von Robert Charpentier aus. Durch einen Massensturz kurz vor dem Ziel war eine reguläre Ermittlung der Plätze in der Mannschaftswertung nicht möglich, so dass nicht alle Fahrer gewertet wurden und die bulgarische Mannschaft nicht in die Mannschaftswertung kam. 1935 wurde er beim Sieg seines Landsmannes Marin Nikolow Zweiter der Bulgarien-Rundfahrt.